# Pays des bastides et cités médiévales
 (juillet 2025).
Motif : Les PAT sont-ils réellement admissibles ici ?
- Archive Wikiwix
- Bing
- Cairn
- DuckDuckGo
- E. Universalis
- Gallica
- Google
- G. Books
- G. News
- G. Scholar
- Persée
- Qwant
- (zh) Baidu
- (ru) Yandex
- (wd) trouver des œuvres sur Wikidata

| 1. | Préciser le motif de la pose du bandeau. | Précisez le motif de la pose du bandeau en utilisant la syntaxe suivante : {{admissibilité à vérifier\|date=juillet 2025\|motif=remplacez ce texte par le motif}}                                          |
| 2. | Informer les utilisateurs concernés.     | Pensez à avertir le créateur de l'article, par exemple, en insérant le code ci-dessous sur sa page de discussion : {{subst:avertissement admissibilité à vérifier\|Pays des bastides et cités médiévales}} |

 (décembre 2015).
Si vous disposez d'ouvrages ou d'articles de référence ou si vous connaissez des sites web de qualité traitant du thème abordé ici, merci de compléter l'article en donnant les références utiles à sa vérifiabilité et en les liant à la section « Notes et références ».
Le Pays des Bastides et cités médiévales et un pays d'accueil touristique (PAT) situé au sud du département de la Dordogne, au cœur du Périgord Pourpre.

## Présentation
Le Pays des Bastides et cités médiévales regroupe 3 communautés de communes et 5 communes.
Territoire rural compris entre le Périgord Noir à l'est, le Bergeracois à l'ouest et le Lot-et-Garonne au sud, le Pays des Bastides et cités médiévales s'articule autour des vallées de la Dordogne et du Dropt.
Les nombreux vestiges historiques construisent aujourd'hui cette identité "Bastides et cités médiévales"

## Composition du territoire
- Canton de Beaumont-du-Périgord
- Canton de Le Buisson-de-Cadouin
- Canton d'Eymet
- Canton d'Issigeac
- Canton de Lalinde
- Canton de Monpazier
- Communes de Limeuil, Trémolat, Paunat, Sainte-Alvère, Saint-Laurent-des-Bâtons